# Zespół dworski w Aleksandrowicach
Zespół dworski w Aleksandrowicach – zespół dworski w Aleksandrowicach w gminie Zabierzów w województwie małopolskim, składający się z dworu murowanego, dwóch budynków folwarcznych, stawu, oficyny, obszaru dawnych winnic i parku.
W XVI w. dawny dwór należał do Jana Karnińskiego, jednego z pierwszych zwolenników reformacji. Stanisław Iwan Karniński oddał go w 1591 na zbór kalwinom krakowskim, którzy utracili zbór krakowski, gdy został podpalony przez sfanatyzowany tłum katolików, głównie studentów Akademii Krakowskiej oraz plebs krakowski. Zbór w Aleksandrowicach zburzyło w 1613 w nocnym napadzie to samo pospólstwo krakowskie. W 1625 zniszczony dwór nabył dziedzic wsi Piotr Gołuchowski, który go odbudował. Jego syn, Piotr, przeszedł na katolicyzm i wydalił ze swych włości innowierców. Dwór ten zniszczał, tak iż w 1900 został na jego miejscu zbudowany obecny dwór. Dokonał tego Dominik książę Radziwiłł, nadając mu funkcje letniej rezydencji. Obok znajdują się nieco późniejsza oficyna, zaś poniżej (część zachodnia), przy drodze i stawie zabudowania folwarczne z końca XIX w. Całość otacza rozległy park, aleje starodrzewu oraz położonym od północy, na stokach Winnej Góry, obecnie tylko częściowo zachowanym parkiem, pierwotnie tarasowym o renesansowym charakterze, które dawniej był obszarem winnic, które założył w XVI w. Seweryn Boner. W maju 2014 budynki gospodarcze pod nr 1 zostały wyburzone.